# Алексіс Гомбрехер
Алексіс Гомбрехер (англ. Alexis Hombrecher; нар. 29 січня 1971) — колишній американський тенісист.
Найвищу одиночну позицію світового рейтингу — 332 місце досяг 25 березня 1991, парну — 194 місце — 22 квітня 1991 року.

## Титули на челленджерах

### Парний розряд: (1)
| Рік  | Турнір           | Покриття | Партнер    | Суперники                | Рахунок  |
| ---- | ---------------- | -------- | ---------- | ------------------------ | -------- |
| 1990 | Салоніки, Греція | Тверде   | Гілад Блюм | Нік Браун Йохан Карлссон | 6–1, 7–6 |